# Ralf Brudel
Ralf Brudel   (Potsdam, 6 de febrer de 1963) és un remer alemany, ja retirat, que va competir durant les dècades de 1980 i 1990.
El 1988 va prendre part en els Jocs Olímpics d'Estiu de Seül, on va guanyar la medalla d'or en la prova del quatre sense timoner del programa de rem. Quatre anys més tard, als Jocs de Barcelona, va guanyar la medalla de plata en la prova del quatre amb timoner.
En el seu palmarès també destaquen sis medalles al Campionat del món de rem, dues d'or, dues de plata i dues de bronze, entre les edicions del 1982 i 1990, així com tretze campionats de l'Alemanya Oriental entre 1982 i 1989.